# 早津敏彦
早津 敏彦（はやつ としひこ、1932年1月12日 - 1985年9月8日）は、日本の音楽評論家、翻訳家。

## 略歴
本名・根本勝弘。東京に生まれる。浦和市立高等学校卒、1956年セント・ポール放送（文化放送の前身）でDJを務めて以後、民放各社、NHK（ステレオコンサートを約13年間）でDJ及びテレビ出演。南太平洋研究家でもある。

## 著書
- 『ハワイアン 名曲とレコード』 (Music library)創元新社 1964
- 『南太平洋のロマン ポリネシア伝説と民謡』白馬出版 1971
- 『バッキー・白片ハワイアン・パラダイス』サンクリエイト 1982
- 『灰田有紀彦/勝彦鈴懸の径』サンクリエイト 1983
- 『日本ハワイ音楽・舞踊史 アロハ!メレ・ハワイ』サンクリエイト 1986

### 共著編
- 『太平洋諸島の民族』 (ジャルパックで見た世界の民族）松永秀夫共著 霞ケ関出版 1969
- 『ハワイアン 全曲解説つき』編 (Seibido song books) 成美堂出版 1974
- 『ラブリーハワイアン ハワイアンフォーク集』編. 全音楽譜出版社 1998

### 翻訳
- フランシス・マジェール『イースター島の巨石文明』服部研二共訳 大陸書房 1972
- ロバート・C.サッグス『ポリネシアの島文明』服部研二共訳 大陸書房 1973